# OBX-indeksen
OBX-indeksen er et aktieindeks bestående af de 25 mest omsatte aktier som er børsnoterede på Oslo Børs i hovedindekset OSEBX-indeksen. Rangeringen baseres på en seks måneders omsætningsperiode. Indekset justeres hver tredje fredag i juni og december.
Alle aktier i OBX-indeksen kan også handles som futures og optioner. 

## Selskaber med størst vægtning i OBX-indeksen
Per 27. december 2012 de selskaber der blev vægtet højest i OBX-indeksen:
- Statoil ASA 22,92 %
- Telenor 12,92 %
- DNB 10,01 %
- Yara International 7,34 %